# Nickeil Alexander-Walker

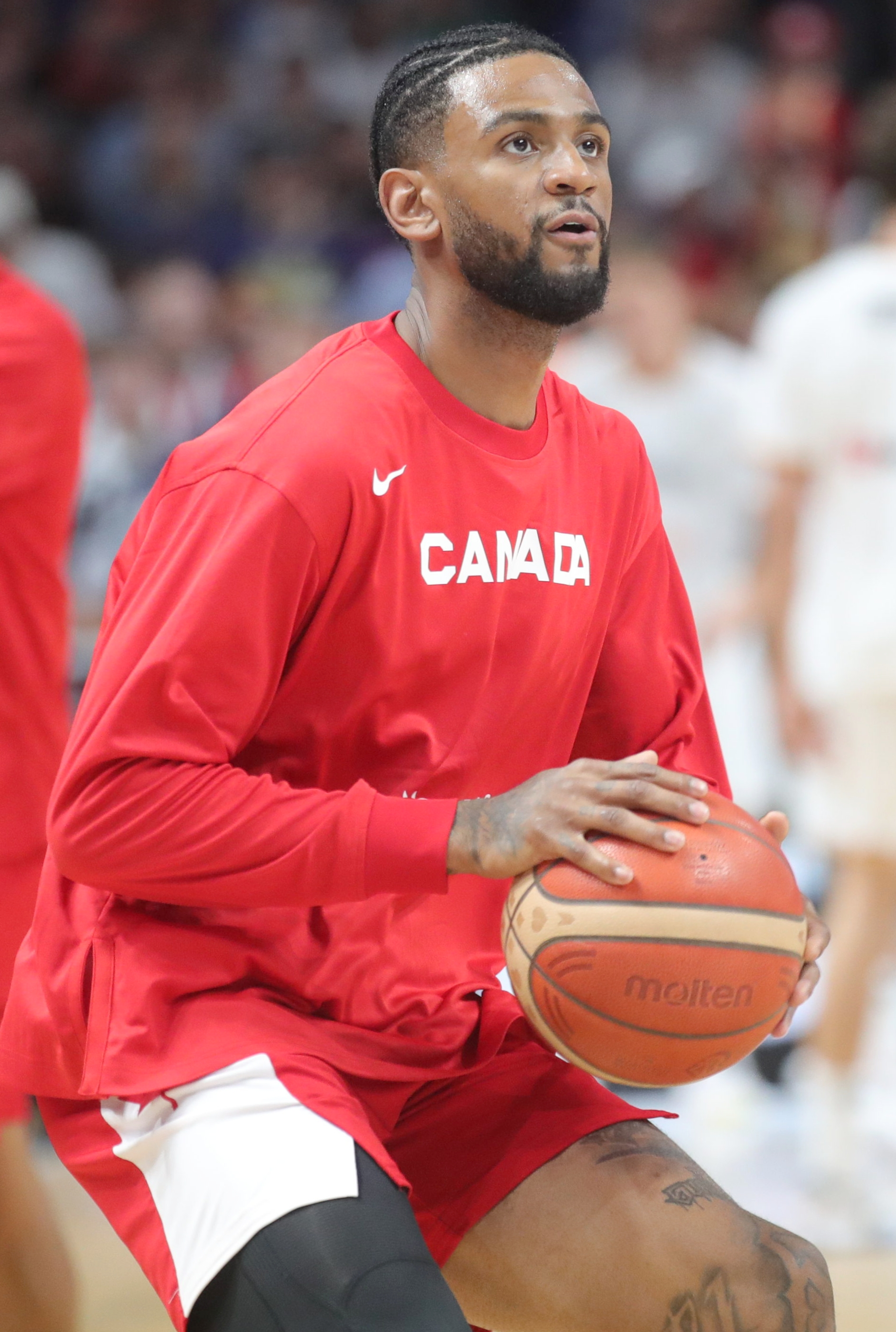
Nickeil Alexander-Walker, 2023.

Nickeil Alexander-Walker, född 2 september 1998 i Toronto i Ontario, är en kanadensisk professionell basketspelare (SG) som spelar för Atlanta Hawks i National Basketball Association (NBA). Han har tidigare spelat för New Orleans Pelicans, Utah Jazz och Minnesota Timberwolves.
Alexander-Walker var med och vinna bronsmedalj, tillsammans med det kanadensiska basketlandslaget, vid världsmästerskapet i basket för herrar 2023.
Han draftades av Brooklyn Nets i första rundan i 2019 års draft som 17:e spelare totalt.
Innan han blev proffs studerade Alexander-Walker vid Virginia Polytechnic Institute and State University (Virginia Tech) och spelade för deras idrottsförening Virginia Tech Hokies.
Han är kusin till Shai Gilgeous-Alexander.